# 贝拉·霍特娜什维莉
贝拉·霍特娜什维莉（羅馬化：Bela Khot'enashvili，1988年6月1日—），格鲁吉亚女子国际象棋棋手、特级大师。
霍特娜什维莉于2004年成为世界国际象棋女子14岁组冠军。2007年，获得女子特级大师称号。2012年，夺得格鲁吉亚国际象棋女子全国冠军。2013年，获得特级大师称号。
她多次代表格鲁吉亚队出征女子国际象棋奥林匹克，帮助格鲁吉亚夺得过2010年奥赛团体铜牌，而她个人也获得过一铜（2010年）、一银（2014年）。此外，她还作为格鲁吉亚队的成员于2015年夺得了世界国际象棋团体锦标赛女团冠军。